# To-dži
Tempelj Tō-dži (japonsko 東寺, latinizirano: Tō-ji, dob. 'vzhodni tempelj'), znan tudi kot Kjō-ō-gokoku-dži (教王護国寺, 'tempelj za obrambo naroda s pomočjo kralja doktrin') je budistični tempelj Šingon v okrožju Minami-ku v Kjotu na Japonskem.
Ustanovljen leta 796, je bil eden od edinih treh budističnih templjev, dovoljenih v mestu v času, ko je postalo glavno mesto Japonske. Kot tak ima dolgo zgodovino, hrani zaklade in dokumente iz zgodnjega obdobja Heian in dinastije Tang ter s stavbami v svojem kompleksu, ki pokrivajo obdobja Kamakura, Muromači, Momojama in Edo. Pet od teh stavb je bilo imenovanih za nacionalno bogastvo v dveh različnih kategorijah: vrata Lotosove rože (rengemon), dvorana Miei (mieidō), zlata dvorana (kondō) in petnadstropna pagoda (gojūnotō) (tempeljske stavbe) in Dvorana za goste Kančin (kančin kjakuden) (rezidence).
Tō-dži je bil leta 1994 vpisan na Unescov seznam svetovne dediščine kot del zgodovinskih spomenikov starodavnega Kjota.

## Zgodovina
Tō-dži je bil ustanovljen v zgodnjem obdobju Heian. Tempelj je iz leta 796, dve leti po tem, ko se je prestolnica preselila v Heian-kjo. Skupaj s svojim partnerjem Sai-džijem in templjem Šingon-in (ki je v palači Heian) je bil eden od le treh budističnih templjev, dovoljenih v prestolnici tistega časa, in je edini od treh, ki je preživel do danes .
Nekoč je imel partnerja, Sai-dži (Zahodni tempelj) in skupaj sta stala ob Rašomonu, vratih v prestolnico Heian. Prej je bil znan kot Kjō-ō-gokoku-dži (教王護国寺, Tempelj za obrambo naroda s pomočjo Kralja doktrin), kar nakazuje, da je prej deloval kot tempelj, ki je zagotavljal zaščito naroda. Tō-dži stoji v Minami-ku blizu križišča ulic Ōmija in Kudžō, jugozahodno od postaje Kjōto.
Tō-dži je pogosto povezan s Kōbō Daišijem (Kukai). Čeprav je začel propadati ob koncu obdobja Heian, je ponovno prišel v središče pozornosti z vzponom Daiši Šinko (čaščenje Kōbō Daišija) v obdobju Kamakura. Znanega budističnega duhovnika so leta 823 na ukaz cesarja Saga postavili za vodjo Tō-džija. Glavna podoba templja je Jakuši Njorai, Buda zdravilstva. Veliko verskih obredov za Daišija poteka v Miei-dō (御影堂) (ali Daiši-dō (大師堂), v drugem imenu), rezidenci Kōbō Daišija. Leta 1586 je tempelj resno poškodoval potres.

## Arhitektura

### Petstopenjska pagoda
Petstopenjska pagoda (五重塔, godžūnotō) Tō-dži je iz leta 1643 (obdobje Edo), ko je bila ponovno zgrajena na ukaz tretjega šoguna Tokugava Iemicuja. Prvotna pagoda je bila zgrajena v 9. stoletju, vendar je bila štirikrat uničena in obnovljena, preden je dosegla sedanje stanje. Leta 1952 je bila razglašena za nacionalni zaklad.
Pagoda je visoka 54,8 metra in je najvišji lesen stolp na Japonskem. Vstop v samo pagodo je dovoljen le ob posebnih priložnostih, vendar je običajno odprta in si notranjost lahko ogleda od zunaj. Hrani relikvije, kipe in slike. Na tleh so kipi štirih Bud, obrnjenih v različne smeri.

### Kondo
Kondo ali zlata dvorana je glavna dvorana templja in vsebuje kip Jakušija iz leta 1603.

### Miedo
Miedo je posvečen Kobo Daišiju, imenovanemu tudi Kukai, ustanovitelju templja. Stoji na mestu njegovega prvotnega prebivališča. Dvorana je odprta 21. vsak mesec, ko poteka spominska slovesnost za Kukaija.

### Tempeljska posest
Na posestvu je vrt in ribnik, v katerem plavajo želve in koi (krap Cyprinus rubrofuscus). Na ozemlju je tudi akademsko stroga zasebna šola Rakunan, iz katere so številni študenti poslani na elitne univerze.

### Arhitekturna analiza
Tō-dži je bil obnovljen v zgodnjem obdobju Edo, ki meji na obdobje Kamakura. Med to obnovo je bil Tō-dži posvečen budističnemu templju Šingon (Šingon, oblika budizma Vadžrajana, je na Japonsko prinesel Kukai, duhovnik leta 806). Ti templji so bili običajno zgrajeni v gorah in so uporabljali bolj naravne in demografske oblikovne elemente, kar je narekovalo nastalo arhitekturno postavitev. V obdobju Kamakura so japonski arhitekti začeli uporabljati tehnologijo za zaščito pred poškodbami zaradi potresov, padavin, sonca in vročine. Te utrdbe so bile vključene v preoblikovanje Tō-dži. Slog gradnje obrambe pred naravnimi elementi se je razvil v slog Zenšūjō, viden kasneje v obdobju Kamakura. Slog uporablja inovacijo »skrite strehe«. Za templje v slogu Zenšūjō, kot je Tō-dži, so značilni linearni obrisi garana, viseča panelna vrata, zaobljena okna, imenovana katōmado in okrasne dvokapne strehe, imenovane mokoši. Čeprav vsebuje veliko elementov arhitekture v slogu Zenšūjō, tempelj Tō-dži uporablja naravno zemljo okoli sebe, da narekuje postavitev garana, ki je tehnika, uporabljena v obdobju Heian in Edo v japonski arhitekturi. To je v korelaciji s pripisom Šingon s strani cesarja Sage leta 823. Okrasni mokoši in oprema sodobne strukturne tehnologije (tega časa) sta bila najverjetneje vključena med preoblikovanje stolpa v obdobju Kamakura.
Ob priznavanju zgodovinskega in duhovnega pomena Tō-džija ga je UNESCO skupaj s številnimi drugimi zakladi v prefekturi Kjoto uvrstil med svetovno dediščino »Zgodovinski spomeniki starodavnega Kjota«.

## Bolšji trg
Vsakega 21. dne v mesecu na območju Tō-džija poteka slavni bolšji sejem. Ta trg se popularno imenuje Kōbō-san v čast Kōbō Daišija (Kukai), ki je umrl 21. tretjega meseca leta 835 našega štetja (22. aprila po zahodnem koledarju). Na bolšjem sejmu so različne starine, umetnine, oblačila, lončenina, nekaj hrane in značilno rabljeno blago za bolšji trg. Daleč največja tržnica je 21. decembra, saj je zadnja v letu.
Podobna tržnica poteka 25. v mesecu v Kitano Tenmangū, imenovanem tudi Tendžin. Kjotski pregovor pravi: »Lepo vreme na tržnici Tō-dži pomeni deževno vreme na tržnici Tendžin«, kar spominja na muhasto vreme v Kjotu.
Vsako prvo nedeljo v mesecu je na posestvu Tō-dži manjša, manj obljudena tržnica, namenjena starinam.

## Sai-dži
Predloga:Close paraphrasing
Radžomon (vrata, zgrajena na južnem koncu monumentalne avenije Suzaku) je bil prej zahodno od Tō-džija, čeprav je zdaj ostal le znak, ki je dosegljiv kratek sprehod proti zahodu po ulici Kudžō. Malo bolj zahodno je bil Sai-dži (zahodni tempelj), čeprav je zdaj ostal le majhen park.
Tō-dži in Sai-dži sta bila zgrajena na južnem robu prestolnice in sta bila takrat edina uradno dovoljena budistična templja v Heian-kjo. Sai-dži je izginil v 16. stoletju. Razlog je bilo slabo odvodnjavanje okrožja Ukjō-kuja in pomanjkanje sredstev za njegovo vzdrževanje.
Legenda pravi, da sta v času velike suše Kukai, duhovnik v Tō-džiju in Šubin, njegov kolega v Sai-džiju, oba molila za padavine. Kukai je uspel tam, kjer je Šubinu spodletelo, in Šubin je v zavisti izstrelil puščico v Kukaija. Takrat se je pojavil Džizō  in prestregel puščico namesto Kukaija ter mu rešil življenje. Džizō je blizu ruševin Radžōmona. Odkrušen je bil tam, kjer naj bi zadela puščica.

## Dogodki
Leta 1995 je bil tempelj oder svetovne turneje Yannija (Yiannis Chryssomallis), grško-ameriškega skladatelja, klaviaturista, pianista in glasbenega producenta.
7. julija 2007 je bil v Tō-džiju uprizorjen eden od koncertov Live Earth (ki je potekal za ozaveščanje o podnebju); umetniki, ki so igrali, so bili Bonnie Pink, Michael Nyman, Rip Slyme, UA in Yellow Magic Orchestra.

## Galerija
- Kondo
- Miedo
- Jakuši
- Sendžu Kannon
- Dainiti in Amida
- Gozanze Mjoo
- Taišakuten
- Kongokai Mandala
- Taizokai Mandala
- Dai Itoku Mjoo
- Bišamonten